# Wankuweria

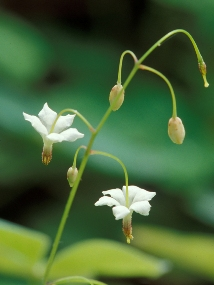
Kwiatostan Vancouveria planipetala

Wankuweria (Vancouveria) – rodzaj bylin z rodziny berberysowatych (Berberidaceae). Obejmuje 3 gatunki występujące w zachodniej części Stanów Zjednoczonych. Nazwa rodzaju upamiętnia kapitana George'a Vancouvera, który badał pacyficzne wybrzeża Ameryki Północnej w latach 1791-1795.

## Morfologia

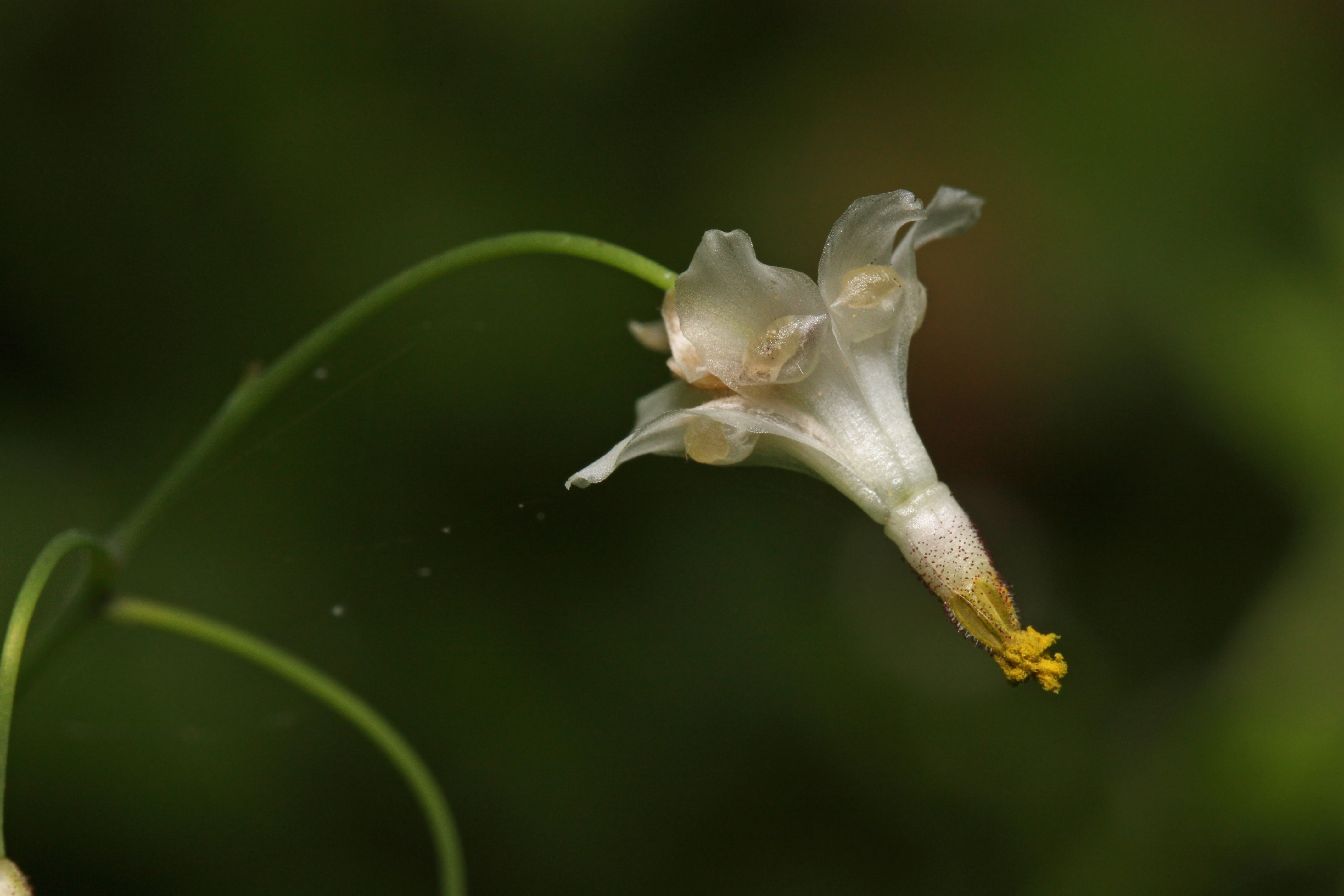
Kwiat V. hexandra
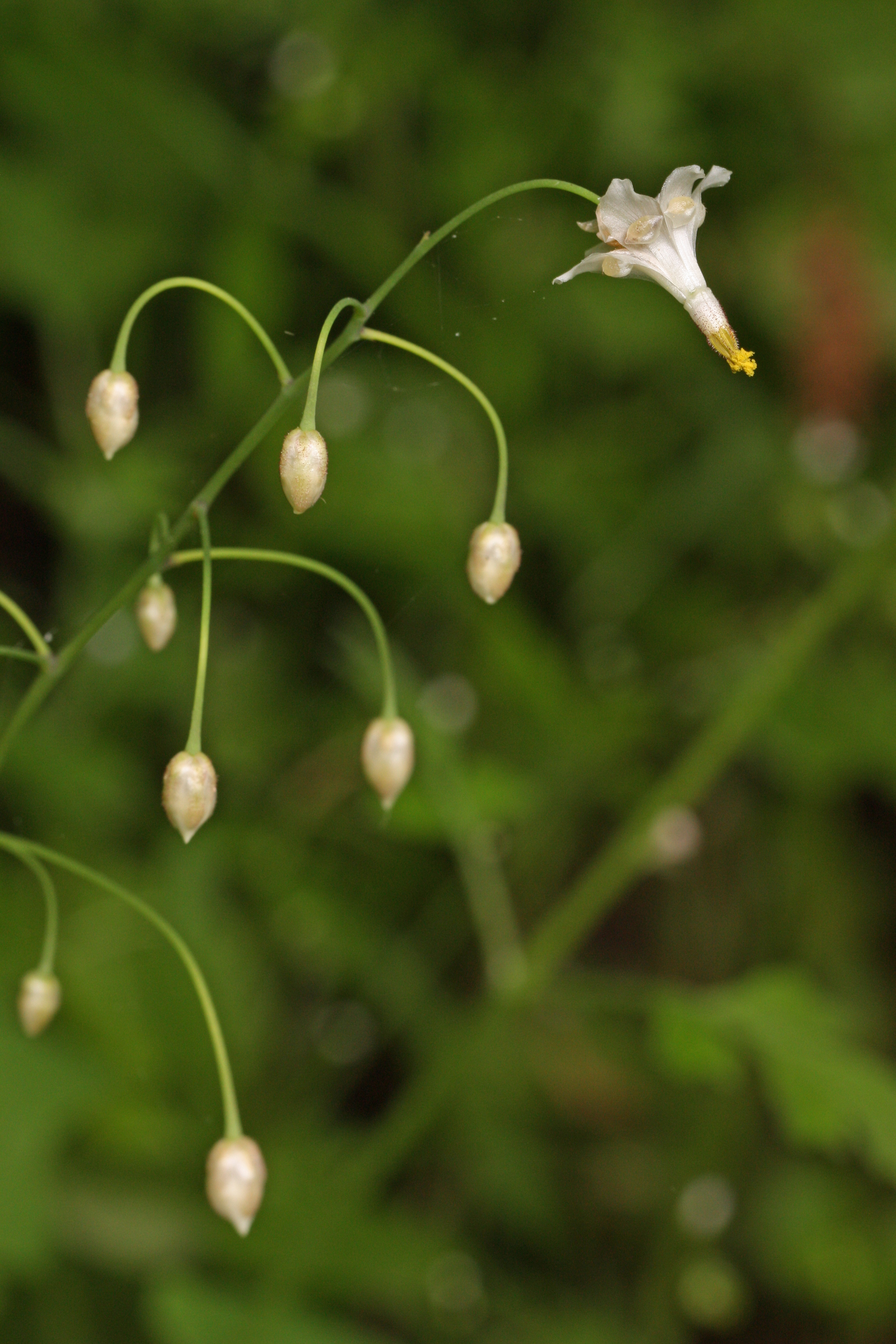
Kwiatostan V. hexandra
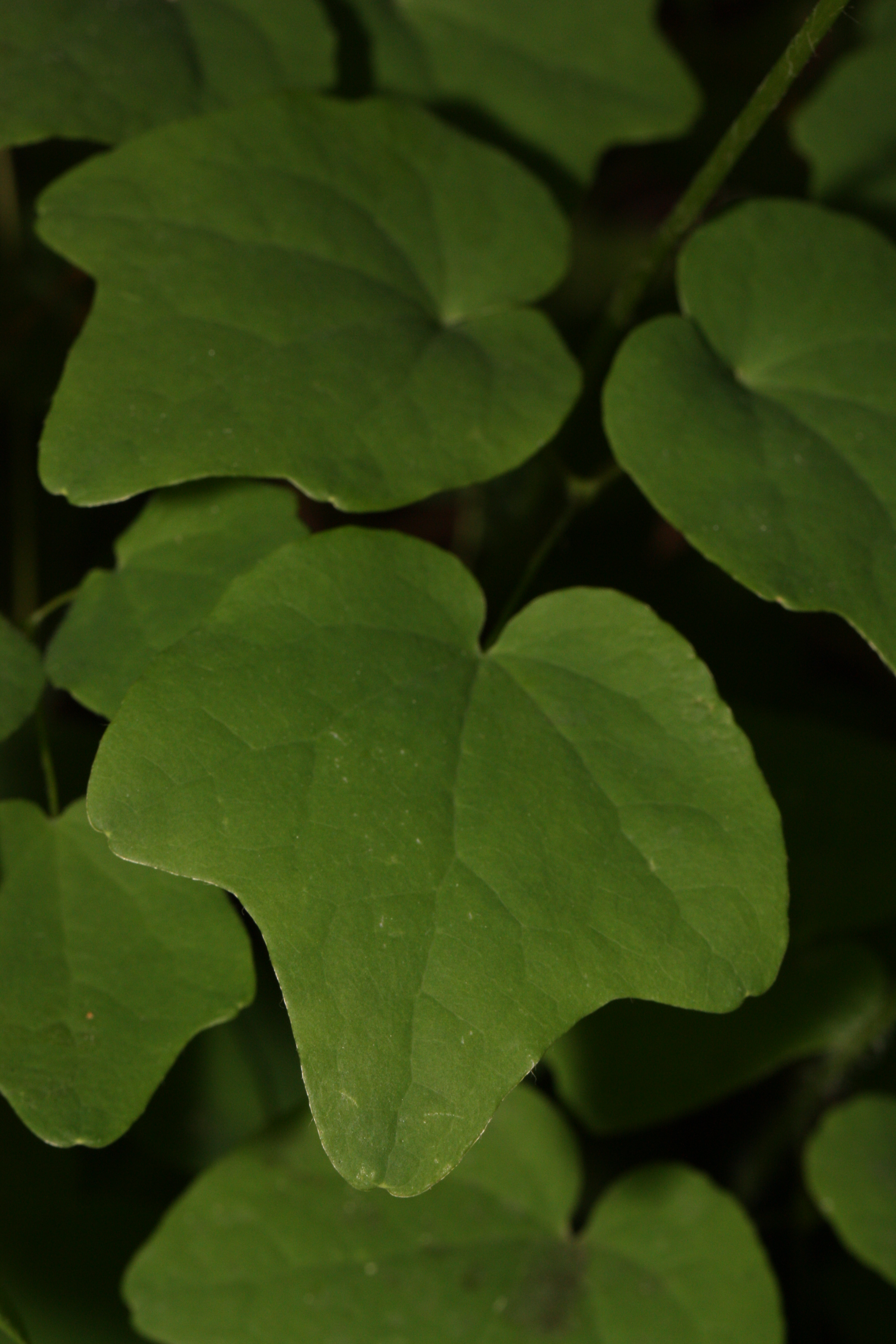
Liść V. hexandra

PokrójByliny o liściach zimozielonych lub zamierających zimą. Nagie lub owłosione pędy wyrastają z pełzającego kłącza i osiągają od 10 do 50 cm wysokości.
LiścieKilka, często tylko trzy, odziomkowe i długoogonkowe. Na sztywnej i rozgałęzionej osi liścia znajduje się od 3 do 27 listków płytko trójklapowych, całobrzegich lub o brzegu falistym, pozbawionym kolców.
KwiatyDrobne (o średnicy do 14 mm), zebrane w szczytowy kwiatostan (grono lub wiechę). Kwiaty są trzykrotne. Najbardziej zewnętrzne listki okółka w liczbie 6 lub 9 szybko opadają. Środkowy okółek okwiatu składa się z 6 listków barwnych, białych lub żółtych. 6 listków wewnętrznego okółka okwiatu przekształconych jest w kapturkowate lub płaskie miodniki. Stulonych pręcików jest 6. Słupki z górnymi zalążniami i główkowatymi znamionami.
OwoceKilkunasienne, brązowe, eliptyczne i asymetryczne mieszki otwierające się dwiema klapami.

## Biologia i ekologia
Przedstawiciele tego rodzaju rosną w suchych zaroślach twardolistnych oraz w lasach, zwłaszcza w sekwojowych.
Kwiaty zapylane są przez przedstawicieli rodzaju Bombus, którzy zwieszają się głowami w dół by sięgnąć miodników w zwisających kwiatach. Nasiona z powodu elajosomów rozprzestrzeniane są przez mrówki.

## Systematyka
Pozycja systematyczna według APweb
Rodzaj należy do podrodziny Berberidoideae, rodziny berberysowatych (Berberidaceae) zaliczanej do jaskrowców (Ranunculales). Jest blisko spokrewniony z epimedium (Epimedium).
Gatunki
- Vancouveria chrysantha Greene
- Vancouveria hexandra (Hooker) C. Morren & Decaisne – wankuweria sześciopręcikowa
- Vancouveria planipetala Calloni